# 植村八潮
植村 八潮（うえむら やしお、1956年 -）は、日本の編集者。専修大学教授。博士（コミュニケーション学）（論文博士・2007年）（学位論文「電子出版研究 : デジタル読書と読書装置の形成過程」）。専門は、日本の電子書籍研究・普及。元出版デジタル機構会長、元東京電機大学出版局局長。
鶴見大学非常勤講師も務める。2016年から日本出版学会会長を務めている。

## 略歴
- 1956年、千葉県船橋市に生まれる
- 1974年、千葉県立船橋高等学校を卒業、東京電機大学工学部に入学
- 1978年、同学部卒業、同大出版局に奉職[3]
- 同副局長に昇任
- 2007年、同局長に昇任、東京経済大学大学院博士後期課程修了。学位論文「電子出版研究 : デジタル読書と読書装置の形成過程」により博士（コミュニケーション学）の学位を取得[2]。
- 2012年、同局長を退任、出版デジタル機構社長、専修大学教授に転任、5月、同社長を退任、会長に就任
- 2014年、出版デジタル機構会長を退任[3]
- 2016年、日本出版学会会長[4]

### 役職
- 東京電機大学出版局局長（2007-2012）
- 大学出版部協会副会長
- IEC TC100/TA100電子出版標準化分科会国際議長
- 日本書籍出版協会理事
- 日本出版学会会長（2016- ）[4]
- 出版デジタル機構社長（2012）、同会長（2012-2014）[3]
- 納本制度審議会委員[3]

## 著作
- 『電子出版の構図 - 実体のない書物の行方』（印刷学会出版部、2010年）

### 共著ほか
- 野口武悟共編『図書館のアクセシビリティ』（樹村房、2016年、改訂版2021年）
- 柳与志夫共編『ポストデジタル時代の公共図書館』（ライブラリーぶっくす・勉誠出版、2017年）
- 『オックスフォード出版の事典』（柴野京子・山崎隆広と監訳、丸善出版、2023年）

### 博士論文
- 『電子出版研究 - デジタル読書と読書装置の形成過程』（東京経済大学、2007年）[2]

### 論文
- CiNii>植村八潮